# Balthasar Salinus
Balthasar Salinus, född 1587 i Danzig, död 1660, var en svensk kirurg.

## Biografi
Balthasar Salinus föddes 1587 i Danzig. Han var son till juris doktor Casparus Salinus och Apollonia. Han arbetade som kirurg. Han flyttade 1611 till Stockholm och inträdde som mästare i bårdskärarskrået. Salinnus avled 1660.

### Familj
Salinus gifte sig tredje gången med Elisabeth Carlsdotter (död 1667), dotter till myntskrivaren Carl Christoffersson Kuuth och Anna Rosenbaner.
Han fick barnen Carl Salinus, Magnus Balthasar Salinus, Gustavus Salinus, Elisabeth Salina (död senast 1693) som var gift med kamreren Jon Nilsson Fredman, Christina Salina (död 1671) som var gift med Johan Johansson Brun, Catharina Salina (född 1647) och Beata Salin (1636–1693), som var gift med inspektorn Christoffer Springer i Kammararkivet.